# یک ترول در پارک مرکزی
یک کوتوله در پارک مرکزی یا یک ترول در پارک مرکزی (به انگلیسی: A Troll in Central Park) یک پویانمایی موزیکال فانتزی - کمدی ساختهٔ سال ۱۹۹۴ در ایالات متحده است. دان بلات و گری گولدمن، این فیلم را کارگردانی کرده‌اند. این فیلم توسط برادران وارنر منتشر شد.

## داستان
دو کودک بازیگوش به پارک مرکزی نیویورک می‌روند. در آنجا غاری زیرزمینی پیدا می‌کنند که یک کوتوله در آن زندگی می‌کند. بچه‌ها ابتدا از او می‌ترسند اما پس از مدتی…

## صداپیشگان
- دام دی‌لوئیس در نقش استنلی
- کلوریس لیچمن در نقش Gnorga
- چارلز نلسون ریلی در نقش Llort
- فیلیپ گلاسر در نقش گاس
- تاونی سانشاین گلاور در نقش رزی
- جاناتان پرایس در نقش آلن
- هیلی میلز در نقش هیلاری
- نیل راس در نقش Generic Pansy
- ویل رایان در نقش رئیس، گارد
- پت میوزیک در نقش اسنافی